# Медаль «Гонар і Годнасць»
Медаль «Гонар і Годнасць» (с бел. — «Почёт и Достоинство») — награда Объединённого переходного кабинета Беларуси, вручаемая за исключительную преданность в служении стране. Медаль разрабатывалась белорусскими историками, геральдистами и деятелями культуры. Выбором награждаемых занимается специальная комиссия, утверждённая Светланой Тихановской.

## История
Разработкой медали несколько месяцев занимались белорусские геральдисты, историки и деятели культуры. Изготовление было профинансировано за счёт частного пожертвования.
14 апреля 2023 года суд центрального района Минска признал медаль и её изображение «экстремистскими материалами».

## Дизайн
Медаль имеет серебристый цвет.
Главным элементом награды является изображение герба «Погоня» в характерной изографии Язепа Дроздовича. Герб обрамлён лавровым венком, который является копией венка с золотой монеты Сигизмунда Августа 1562 года. На реверсе моненты изображен лозунг «Беларусь перадусім» (с бел. — «Беларусь прежде всего»), который должен подчёркивать заслуги награждённого человека перед страной и её народом.
Лента выполнена из сплошного голубого цвета с бело-красно-белой вставкой, которая отсылает к цветам белорусского национального флага.

### Критика
Часть интернет-пользователей раскритиковало выбор лозунга «Беларусь перадусім» для реверса монеты, из-за ассоциаций с немецкой фразой «Deutschland über alles» (с нем. — «Германия превыше всего»). В ответ на эту критику представительница Объединённого Кабинета по национальному возрождению Алина Ковшик заявила, что фраза на медали обусловлена белорусской историей.

## Награждение
Выбором лиц для награждения занимается специальная комиссия, утверждённая Светланой Тихановской. Согласно постановлению Кабинета, церемония награждения должна проходить с участием главы ОПКБ Светланы Тихановской. Медаль вручается от имени белорусского народа за исключительную преданность в служении Белоруссии.

### Вручения
21 марта 2023 года Кабинет впервые наградил медалью посмертно 27 белорусов, которые принимали участие в белорусских протестах и добровольческом движении в российско-украинской войне. Имена награждённых было принято не называть для безопасности их родных и близких. В июне 2023 Светлана Тихановская наградила ещё девятерых белорусов, в том числе умерших на белорусских протестах Романа Бондаренко и Никиту Кривцова.